# 몰레타이구

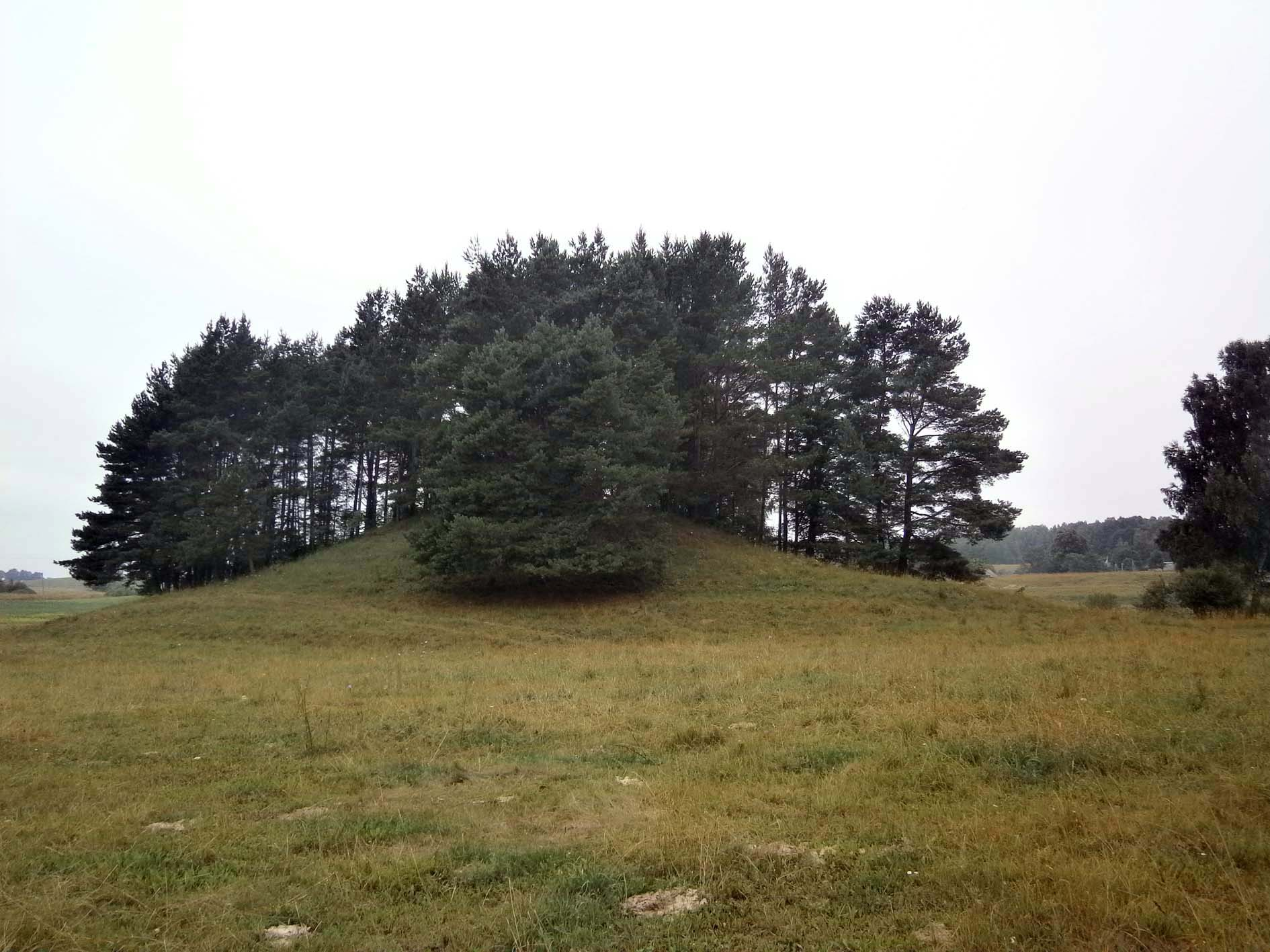
몰레타이구에 위치한 스보비슈켈리스 고분

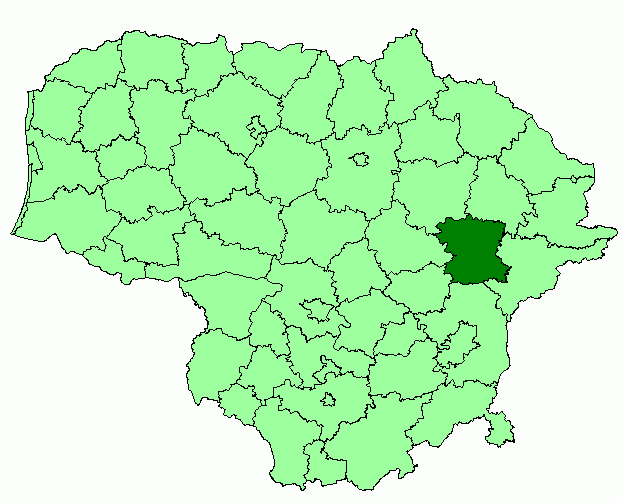
몰레타이구의 위치

몰레타이구(리투아니아어: Molėtų rajono savivaldybė)는 리투아니아 우테나주를 구성하는 6개 지방 자치체 가운데 하나로 행정 중심지는 몰레타이이며 면적은 1,367km2, 인구는 19,233명(2015년 기준), 인구 밀도는 14.1명/km2이다. 11개 장로구를 관할한다. 우테나주 아닉슈차이구, 우테나구, 빌뉴스주 슈벤초니스구, 빌뉴스구, 시르빈토스구, 우크메르게구와 접한다.

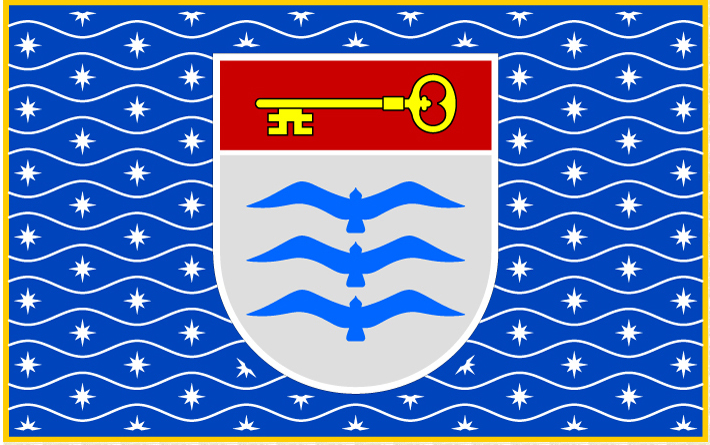
지방 자치체기
지방 자치체 문장